# Berufsverband Text und Konzept
Der Berufsverband Text und Konzept e. V. (BvTK, bis 2022 Texterverband – Fachverband Freier Werbetexter e. V., vor 2011 Fachverband Freier Werbetexter e. V., FFW) ist ein 1987 in Stuttgart gegründeter Berufsverband für freiberufliche Werbetexterinnen und Werbetexter. Er hat nach eigenen Angaben 132 Mitglieder (Stand Ende 2023) und betreibt eine Geschäftsstelle in Berlin. Er ist Mitglied der Bundesarbeitsgemeinschaft Selbstständigenverbände (BAGSV).

## Geschichte
1987 riefen die Werbetexter Ernst Högn, Kaspar Noeren und Ulrich Österle in Stuttgart zur Gründung des Fachverbands Freier Werbetexter e. V. (FFW) auf. Ernst Högn wurde bei der Gründungsversammlung zum ersten Vorsitzenden gewählt. 2011 benannte sich der Verband um in Texterverband – Fachverband Freier Werbetexter e. V.  2022 benannte er sich abermals um in Berufsverband Text und Konzept e. V. (BvTK).

## Mitgliedschaft
Der Berufsverband Text und Konzept wirbt damit, dass seine Mitglieder „ausnahmslos anerkannte Branchenprofis“ seien, „begutachtet von fachlichen Autoritäten unseres Verbands“. Bewerbungen um die Mitgliedschaft werden von einem Bewerbungsbeirat geprüft. Der Verband organisiert Mitglieder „mit den Arbeitsschwerpunkten Kreation und Konzeption für Online- und Offline-Marketing“. Er versteht Konzeption und Text als Einheit und stellt die Beratungsleistungen seiner Mitglieder heraus.

## Themen und Aktivitäten
Der Berufsverband veranstaltet jährlich eine Fachtagung für Werbetexterinnen und Werbetexter. Auf seiner Website betreibt er eine nach Branchen- und Leistungskategorien geordnete Texterinnen- und Textersuche.
Er gibt regelmäßig, alle zwei bis drei Jahre (zuletzt 2025), einen „Marktmonitor“ heraus, der, jeweils auf Basis einer anonymen Mitgliederumfrage und aggregierter Daten, marktübliche Preisspannen für freiberufliche Texterleistungen angibt. Der Verband nahm wiederholt kritisch zur Marktentwicklung im Freelancer-Bereich Stellung, z. B. 2018 bei einem Gehaltscheck des Branchenmagazins Werben & Verkaufen,  2020 und 2021 in der Coronakrise und 2023 anlässlich des Marktauftritts von KI-Bots wie ChatGPT.
2023 war der Verband unter den Initiatoren und Erstunterzeichnern einer gemeinsamen Stellungnahme von 19 Verbänden der Kreativwirtschaft zum Thema „KI – aber fair“. Weitere Themen des Verbands sind Stellungnahmen zum Gendern und zur Reform des Urheberrechts, hier ebenfalls in Kooperation mit anderen Verbänden.